# Sylvain Armand
Pour les articles homonymes, voir Armand.
Sylvain Armand, né le 1er août 1980 à Saint-Étienne, est un footballeur français évoluant au poste de défenseur latéral gauche ou de défenseur central de la fin des années 1990 à la fin des années 2010.
Formé à l'AS Saint-Étienne, il passe professionnel au Clermont Foot puis rejoint le FC Nantes avec lequel il gagne le championnat de France en 2001. Après quatre ans dans ce club, il rejoint le Paris SG où il remporte le championnat en 2013 ainsi que deux Coupes de France en 2006 et 2010. En 2013, après neuf saisons passées à Paris, il s'engage au Stade rennais FC, club avec lequel il évolue durant quatre saisons.
Il est, depuis janvier 2021, coordinateur sportif au Lille OSC.

## Biographie

### Carrière de joueur

#### Début de carrière (1996-2000)
Sylvain Armand est formé à l'AS Saint-Étienne. Il arrive à l'ASSE à l'âge de 16 ans, mais il ne perce pas suffisamment pour rejoindre l'équipe réserve. Il dispute toutefois la finale de la Coupe Gambardella en 1998.
C’est en effet au sein du Clermont Foot que le latéral gauche a lancé, entre 1999 et 2000 et à l’âge de 19 ans, sa carrière.

#### FC Nantes (2000-2004)
Repéré par le FC Nantes alors qu'il évolue au Clermont Foot en National, Sylvain Armand ne tarde pas à s'imposer au poste de défenseur latéral gauche. Il réalise sa première apparition en Ligue 1 lors d'un match nul contre l'AJ Auxerre le 9 septembre 2000, à 20 ans. À l'issue de la saison, il remporte avec le FC Nantes le titre de champion de France.
Il est par ailleurs l'auteur d'un but en Ligue des champions contre la Lazio de Rome lors de la campagne européenne de Nantes en Ligue des champions en 2002, à la suite d'une chevauchée solitaire dans son couloir gauche.
Lors de la saison 2002-2003, ironie du sort, il inscrit les deux seuls buts de sa saison face au Paris Saint-Germain au Parc des Princes lors d'une victoire un à zéro en championnat puis un mois plus tard lors d'une victoire trois buts à deux en Coupe de la ligue, club qu'il rejoindra deux ans plus tard.

#### Paris Saint-Germain (2004-2013)
Après quatre saisons passées en Loire-Atlantique, il signe à l'intersaison 2004 en compagnie de son coéquipier Mario Yepes en faveur du Paris Saint-Germain, pour une somme avoisinant les 5 millions d'euros. Après une saison très difficile pour le PSG, Sylvain Armand participe à la victoire du PSG en finale de Coupe de France en avril 2006 face à l'Olympique de Marseille. Il sera élu meilleur joueur parisien pour la saison 2006-2007, du fait de sa saison époustouflante (avec notamment un but très important, face au RC Lens, qui offrira la victoire au club parisien, alors dernier du championnat).
Durant la saison 2007-2008, Sylvain aura un peu de mal, au début du championnat. Il perdra, l'espace d'un match, sa place de titulaire sur le côté gauche de la défense au profit du jeune Mamadou Sakho (qui deviendra également le plus jeune capitaine de l'histoire du PSG à 17 ans), pour le déplacement du club parisien à Valenciennes. Finalement, Sylvain reviendra petit à petit à son meilleur niveau, matchs après matchs, pour se rapprocher de celui étant le sien la saison précédente. Il sera notamment l'auteur de deux passes décisives consécutives, les deux pour Amara Diané, lors de d'une victoire trois buts à zéro contre le RC Lens en Ligue 1 puis face au Valenciennes FC, en Coupe de la Ligue lors d'une victoire quatre à zéro trois jours plus tard.
Entretenant des automatismes avec Jérôme Rothen, il reste une valeur sûre de l'effectif parisien à l'été 2008 et participe à la bonne première partie de saison du PSG en ne ratant qu'un seul match de championnat. Il est sous contrat avec le PSG jusqu'en juin 2012.
Rarement blessé et suspendu, il n'a raté que huit match de championnat lors des saisons 2004 à 2008 tout en jouant à différents postes (latéral gauche, arrière central, milieu défensif et milieu gauche).
Au début de la saison 2010/2011, Antoine Kombouaré, alors à la recherche d'un défenseur central pour épauler Mamadou Sakho, décide de le replacer dans l'axe de la défense, son poste de formation. Il délaisse alors le poste d'arrière gauche au profit du néo-parisien Siaka Tiéné.
Il est le quatrième joueur ayant disputé le plus de matchs en compétition officielle au PSG, derrière Marquinhos (489 matchs), Jean-Marc Pilorget  (435 matchs) et Marco Verratti (416 matchs).
Malgré l'arrivée de fonds qataris au PSG et la constitution d'une nouvelle équipe, Sylvain Armand reste dans l'effectif de l'équipe en tant que remplaçant (derrière Sakho, Thiago Silva et Alex en défense centrale et derrière Maxwell sur le côté gauche), trouvant régulièrement du temps de jeu lors de blessures de ses coéquipiers ou lorsque son entraîneur Carlo Ancelotti décide de faire tourner son effectif. Il décroche ainsi un deuxième titre de champion de France en 2013.

#### Stade rennais FC (2013-2017)
Le 3 juin 2013, le Stade rennais FC déclare avoir trouvé un accord avec le joueur, celui-ci ayant satisfait à sa visite médicale. Le joueur s'engage finalement en signant un contrat de deux ans le 26 juin 2013. Plus de quinze ans après ses débuts, il dispute son 500e match de Ligue 1 le 2 avril 2016 à l'occasion de la 32e journée lors de la réception du Stade de Reims lors d'une victoire trois buts à un et y délivre sa première passe décisive de la saison, pour Ousmane Dembélé.

### En sélection
Après être passé en équipe de France espoirs avec qui il est finaliste de l'Euro espoirs en 2001, Sylvain Armand est sélectionné pour la première fois en équipe de France en mai 2004 lors d'un match amical contre le Brésil mais n'entre pas en jeu.

### Reconversion (depuis 2018)
Le 25 janvier 2018, il est nommé coordinateur sportif par le Stade rennais FC. Selon Olivier Létang, président exécutif, son rôle est de coordonner les services de recrutement, l’équipe professionnelle et les équipes de l’académie. Il est inscrit en parallèle à la formation de manager général de club sportif dispensée par le Centre de droit et d'économie du sport de Limoges. Le 22 juillet 2020, le Stade rennais FC annonce la fin de leur collaboration.
Le 14 janvier 2021, il est nommé coordinateur sportif au Lille OSC où il retrouve Olivier Létang. Ses missions sont d’organiser le quotidien du secteur sportif de l’équipe professionnelle en concertation avec le staff technique et la direction du club, d’assurer un cadre professionnel permettant les conditions de bien-vivre et de performance du groupe professionnel et de faciliter l’intermédiation entre les différents services au sein du LOSC, notamment la détection et le recrutement.

## Statistiques
| Saison                | Club                  | Championnat           | Championnat | Championnat | Coupe nationale | Coupe nationale | Coupe de la Ligue | Coupe de la Ligue | Supercoupe | Supercoupe | Compétition(s) continentale(s) | Compétition(s) continentale(s) | Compétition(s) continentale(s) | Total | Total |
| Saison                | Club                  | Division              | M.          | B.          | M.              | B.              | M.                | B.                | M.         | B.         | Comp.                          | M.                             | B.                             | M.    | B.    |
| 1999-2000             | Clermont Foot         | National              | 28          | 1           | -               | -               | -                 | -                 | -          | -          | -                              | -                              | -                              | 28    | 1     |
| Sous-total            | Sous-total            | Sous-total            | 28          | 1           | -               | -               | -                 | -                 | -          | -          | -                              | -                              | -                              | 28    | 1     |
| 2000-2001             | FC Nantes             | Division 1            | 23          | 2           | 4               | 0               | 2                 | 0                 | 1          | 0          | C3                             | 6                              | 1                              | 36    | 3     |
| 2001-2002             | FC Nantes             | Division 1            | 30          | 1           | 1               | 1               | -                 | -                 | 1          | 1          | C1                             | 11                             | 1                              | 43    | 4     |
| 2002-2003             | FC Nantes             | Ligue 1               | 30          | 1           | 2               | 0               | 3                 | 1                 | -          | -          | -                              | -                              | -                              | 35    | 2     |
| 2003-2004             | FC Nantes             | Ligue 1               | 35          | 3           | 5               | 0               | 4                 | 0                 | -          | -          | CI                             | 3                              | 0                              | 47    | 3     |
| Sous-total            | Sous-total            | Sous-total            | 118         | 7           | 12              | 1               | 9                 | 1                 | 2          | 1          | -                              | 20                             | 2                              | 161   | 12    |
| 2004-2005             | Paris Saint-Germain   | Ligue 1               | 37          | 1           | 3               | 0               | 1                 | 0                 | 1          | 0          | C1                             | 6                              | 0                              | 48    | 1     |
| 2005-2006             | Paris Saint-Germain   | Ligue 1               | 35          | 0           | 6               | 1               | 2                 | 0                 | -          | -          | -                              | -                              | -                              | 43    | 1     |
| 2006-2007             | Paris Saint-Germain   | Ligue 1               | 37          | 2           | 4               | 0               | 2                 | 0                 | 1          | 0          | C3                             | 8                              | 0                              | 52    | 2     |
| 2007-2008             | Paris Saint-Germain   | Ligue 1               | 35          | 2           | 6               | 1               | 5                 | 0                 | -          | -          | -                              | -                              | -                              | 46    | 3     |
| 2008-2009             | Paris Saint-Germain   | Ligue 1               | 35          | 0           | 3               | 0               | 4                 | 0                 | -          | -          | C3                             | 11                             | 0                              | 53    | 0     |
| 2009-2010             | Paris Saint-Germain   | Ligue 1               | 33          | 2           | 5               | 0               | -                 | -                 | -          | -          | -                              | -                              | -                              | 38    | 2     |
| 2010-2011             | Paris Saint-Germain   | Ligue 1               | 33          | 2           | 3               | 0               | 3                 | 0                 | 1          | 0          | C3                             | 6                              | 0                              | 46    | 2     |
| 2011-2012             | Paris Saint-Germain   | Ligue 1               | 22          | 1           | 3               | 0               | 1                 | 0                 | -          | -          | C3                             | 5                              | 0                              | 31    | 1     |
| 2012-2013             | Paris Saint-Germain   | Ligue 1               | 18          | 0           | 2               | 0               | 1                 | 0                 | -          | -          | C1                             | 2                              | 0                              | 23    | 0     |
| Sous-total            | Sous-total            | Sous-total            | 285         | 10          | 35              | 2               | 19                | 0                 | 3          | 0          | -                              | 38                             | 0                              | 380   | 12    |
| 2013-2014             | Stade rennais FC      | Ligue 1               | 32          | 0           | 6               | 0               | 1                 | 0                 | -          | -          | -                              | -                              | -                              | 39    | 0     |
| 2014-2015             | Stade rennais FC      | Ligue 1               | 36          | 1           | 3               | 1               | 3                 | 2                 | -          | -          | -                              | -                              | -                              | 42    | 4     |
| 2015-2016             | Stade rennais FC      | Ligue 1               | 34          | 1           | 2               | 0               | 1                 | 0                 | -          | -          | -                              | -                              | -                              | 37    | 1     |
| 2016-2017             | Stade rennais FC      | Ligue 1               | 1           | 0           | -               | -               | 2                 | 0                 | -          | -          | -                              | -                              | -                              | 3     | 0     |
| Sous-total            | Sous-total            | Sous-total            | 103         | 2           | 11              | 1               | 7                 | 2                 | -          | -          | -                              | -                              | -                              | 121   | 5     |
| Total sur la carrière | Total sur la carrière | Total sur la carrière | 534         | 20          | 58              | 4               | 35                | 3                 | 5          | 1          | -                              | 58                             | 2                              | 690   | 30    |

## Palmarès
Sylvain Armand remporte avec le FC Nantes le titre de champion de France en 2001 puis le Trophée des champions 2001. Il est également finaliste de la Coupe de la Ligue en 2004 et du Trophée des champions 2000.
Sous les couleurs du Paris Saint-Germain, il est de nouveau champion de France en 2013 et vice-champion de France en 2012. Il remporte avec le club parisien la Coupe de France en 2006 et 2010 ainsi que la Coupe de la Ligue en 2008. Il est également finaliste de la Coupe de France en 2008 et du Trophée des champions en 2004, 2006 et 2010.
Avec le Stade rennais FC, il est de nouveau finaliste de la Coupe de France en 2014.
Avec l'équipe de France espoirs, il est finaliste du championnat d'Europe des moins de 21 ans en 2002.
| FC Nantes (2) | Paris Saint-Germain (4) | Stade rennais                        | France espoirs (1)                                |
| --- | --- | ------------------------------------ | ------------------------------------------------- |
| - Championnat de France - Champion : 2001 - Trophée des champions - Vainqueur : 2001 - Finaliste : 2000 - Coupe de la Ligue - Finaliste : 2004 | - Championnat de France - Champion : 2013 - Vice-champion :2012 - Coupe de France - Vainqueur : 2006 et 2010 - Finaliste : 2008 et 2011 - Coupe de la Ligue - Vainqueur : 2008 - Trophée des champions - Finaliste : 2004, 2006 et 2010 | - Coupe de France - Finaliste : 2014 | - Championnat d'Europe espoirs - Vainqueur : 2002 |

## Vie personnelle
Marié à Gwenola Lunel (sœur de la journaliste Magali Lunel), Sylvain Armand est le père de deux filles, Anna et Flavie.